# Maurice Destrem

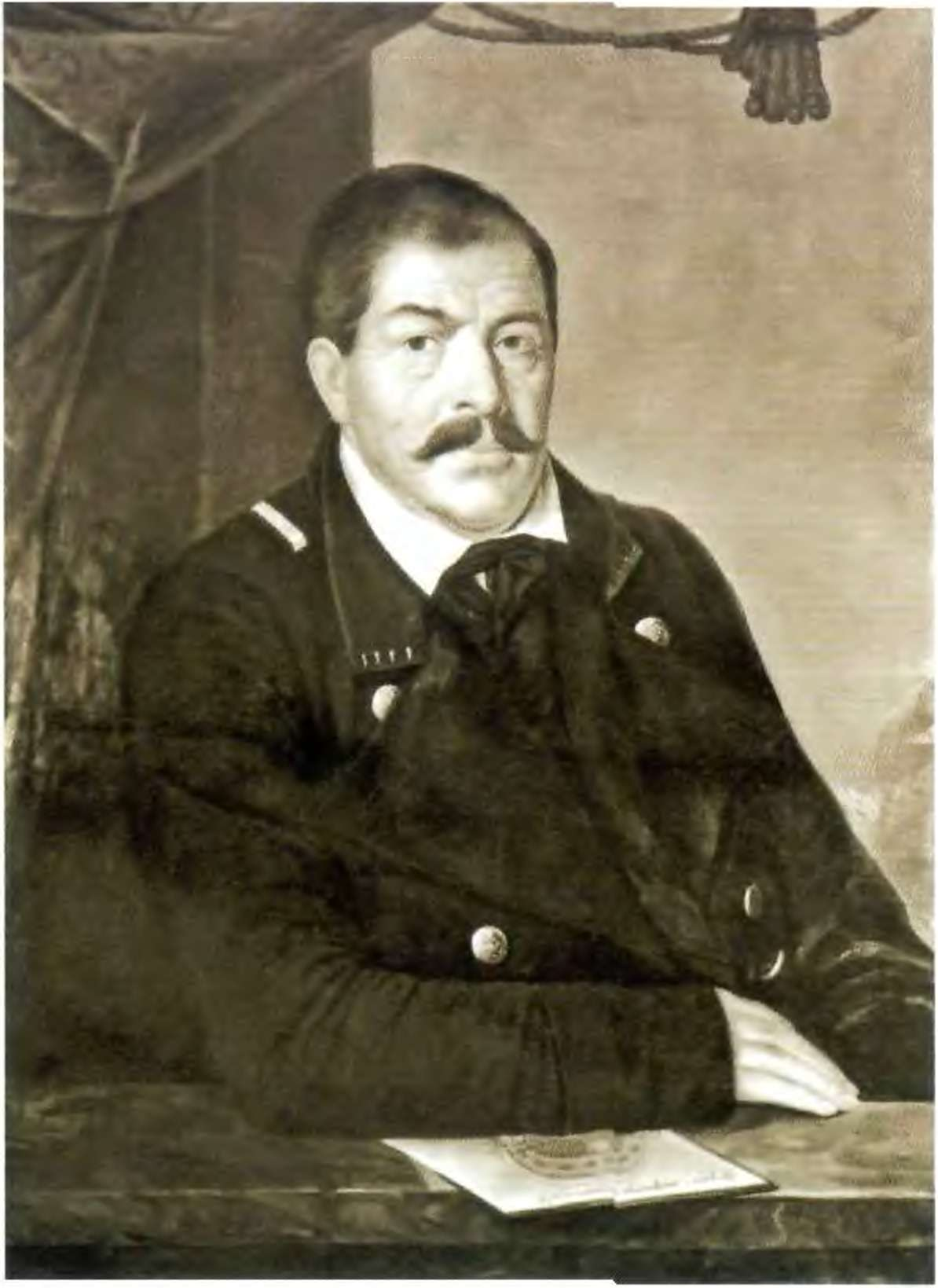
Maurice Destrem

Jean Antoine Maurice Hugowitsch Destrem (russisch (Жан Антуан Морис Гугович Дестрем) Schan Antuan Moriss Gugowitsch Destrem; * 1787; † 10. Novemberjul. / 22. November 1855greg. in St. Petersburg) war ein französisch-russischer Verkehrsingenieur und Hochschullehrer.

## Leben
Destrem stammte aus einer alten Adelsfamilie, die aus Schweden nach Frankreich gekommen war. Destrem besuchte die Pariser École polytechnique und studierte dann an der École nationale des ponts et chaussées mit Abschluss 1810.
Als Alexander I. plante, in St. Petersburg ein Institut für Verkehrsingenieurwesen zu errichten, empfahl ihm Napoleon I. beim Treffen in Erfurt 1809 die Ingenieure Pierre-Dominique Bazaine, Alexandre Fabre, Destrem und Charles Michel Potier. Darauf wurden die vier Ingenieure von dem Generalinspekteur des gerade gegründeten Verkehrsingenieurkorps Agustín de Betancourt nach St. Petersburg eingeladen. 1810 trat Destrem in den russischen Dienst und wurde Kapitan des  Verkehrsingenieurkorps. Zusammen mit Bazaine wurde er zum Chersoner Gouverneur Armand Emmanuel du Plessis geschickt, um ein Projekt für den Bau eines Hafens in Jewpatorija durchzuführen und wasserbautechnische Anlagen im Hafen von Odessa zu bauen. Im März 1812 wurde er Professor für Theoretische Mechanik am Institut des Verkehrsingenieurkorps.
Bei Beginn des Französisch-Russischen Krieges 1812 wurde Destrem wie die anderen drei französischen Ingenieure nach Jaroslawl, Poschechonje und schließlich Irkutsk verbannt. Als Destrem nach dem Ende des Krieges im Juli 1815 nach St. Petersburg zurückkehrte, wurde er rückwirkend zum Juni 1812 zum Podpolkownik befördert. Er wurde sogleich nach Georgien geschickt, um die Flüsse Kura und Rioni zu erforschen und Arbeiten an der Georgischen Heerstraße durchzuführen. Nach Destrems Projekt wurde in Reval der Militärhafen angelegt. 1818 wurde er wieder Professor am Institut des Verkehrsingenieurkorps. 1820 wurde er Geschäftsführer des II. Verkehrswegebezirks. 1821 wurde er Mitglied der bei der Kaiserlichen Akademie der Künste eingerichteten Kommission zur Prüfung der Arbeiten des Architekten Antoine-François Mauduit an der Isaakskathedrale.
1821 gab Destrem ein Lehrbuch der Mechanik heraus. 1824 wurde er Herausgeber des Journals für Verkehr. 1834 übernahm er den Vorsitz des Verkehrsrats. Er wurde 1842 Mitglied des Komitees für den Bau der Nikolaus-Brücke und des Komitees für den Bau der St.-Petersburg-Moskau-Eisenbahn. An Wasserbaumaßnahmen in Sestrorezk war er beteiligt. Er war Mitglied vieler Kommissionen, so auch der Kommission zur Prüfung der Entwürfe Leo von Klenzes für die Isaakskathedrale und der Kommission zur Überwachung der Experimente zur Einführung der von Henri Adolphe Archereau erfundenen elektrischen Beleuchtung in Russland (1849).
Destrem wurde 1842 Ehrenmitglied der St. Petersburger Akademie der Wissenschaften. Destrem beschäftigte sich auch mit Literatur und Musik. Er verfasste einige Bücher zu technischen Themen und übersetzte Werke Iwan Andrejewitsch Krylows ins Französische. 1847 wurde er als Generalleutnant in den Russischen Adel aufgenommen. 1852 nahm Destrem mit seiner Familie die russische Staatsbürgerschaft an. Wegen seiner geschwächten Gesundheit reiste er zu Kuren ins Ausland, die aber nicht halfen. Trotz seiner Erkrankung arbeitete er weiter und stellte auf einer Konferenz der Akademie der Wissenschaften Dmitri Iwanowitsch Schurawskis Arbeiten über Holzbrücken nach dem amerikanischen System vor, wofür er eine Goldmedaille erhielt.
Destrem wurde in St. Petersburg auf dem lutherischen Teil des Smolensker Friedhofs begraben.

## Ehrungen
- Orden des Heiligen Wladimir IV. Klasse